# Paul Van Winkel
Paul Van Winkel (1953) is een Belgisch paralympisch sporter. Hij beoefent de sport atletiek, en is gespecialiseerd in wheelen van  100 m, 200 m, 400 m, 800 m, 1500 m tot 5000 m en slalom.
Van Winkel nam deel aan vier paralympiades, te weten Arnhem 1980, New York & Stoke Mandeville 1984, Seoel 1988 en Barcelona 1992 en verzamelde op de eerste drie 7 gouden, 4 zilveren en 1 bronzen medaille.
Van Winkel emigreerde naar de Verenigde Staten.